# Детина
Детина (серб. Ђетиња, Ђетина) — река в западной Сербии.
Длина — 75 км, площадь бассейна — 1486 км², средний расход воды — 1,93 м³/с.
Река образуется в горном массиве Тара, на склоне Златибора на западе Сербии. При слиянии рек Детина и Моравица, восточнее сербского города Пожега, образуется река Западная Морава.

## Название
По легенде название происходит оттого, что турки-османы в борьбе с местным ужицким населением бросали детей в реку.
Есть и другое мнение. Во времена, когда эта территория принадлежала Римской империи, римляне называли реку Цетина. Считается, что это название было еще до них. В Хорватии есть река Цетина, которую римляне называли Конской (лат. Flumen Hippus). А река Детина начинается в месте слияния рек Конской (серб. Коњска река), Братешина, Ужицким потоком и Томиджским (серб. Томића поток) потоком. Соответственно можно проследить смену названия Конская — Цетина — Детина.